# 王瑛 (1961年)
王瑛（1961年11月28日—2008年11月27日），女，回族，四川巴中人，中国共产党党员。生于四川省阿坝州小金县。

## 生平
1978年考入西南民族学院。1982年6月，加入中国共产党。1997年，由中共巴中市纪委调到南江县工作；2002年8月，为整顿行政单位乱收费问题，提出在行政执法机关中开展最佳执法单位、最佳执法领导、最佳执法人员评选活动，被中央纪委肯定，并全国推广。
2006年10月，中共巴中市委欲推荐王瑛调到巴中市商务局任党组书记、局长，被她拒绝。2006年12月至2008年11月，接任中共四川省巴中市南江县委常委、纪委书记。2007年1月，被授予“全国纪检监察系统先进工作者标兵”称号。2008年11月27日，因肺癌去世。

## 身後
2009年2月，中央纪委召开学习宣传王瑛同志先进事迹工作协调会，将其树立为正面典型。2010年，根据其事迹拍摄的电视剧《远山的红叶》播出。2018年12月，被追授“改革先锋”称号，其子张然代为受奖。2019年，被追授「最美奮鬥者」稱號。